# Mönchshof (Oberstreu)

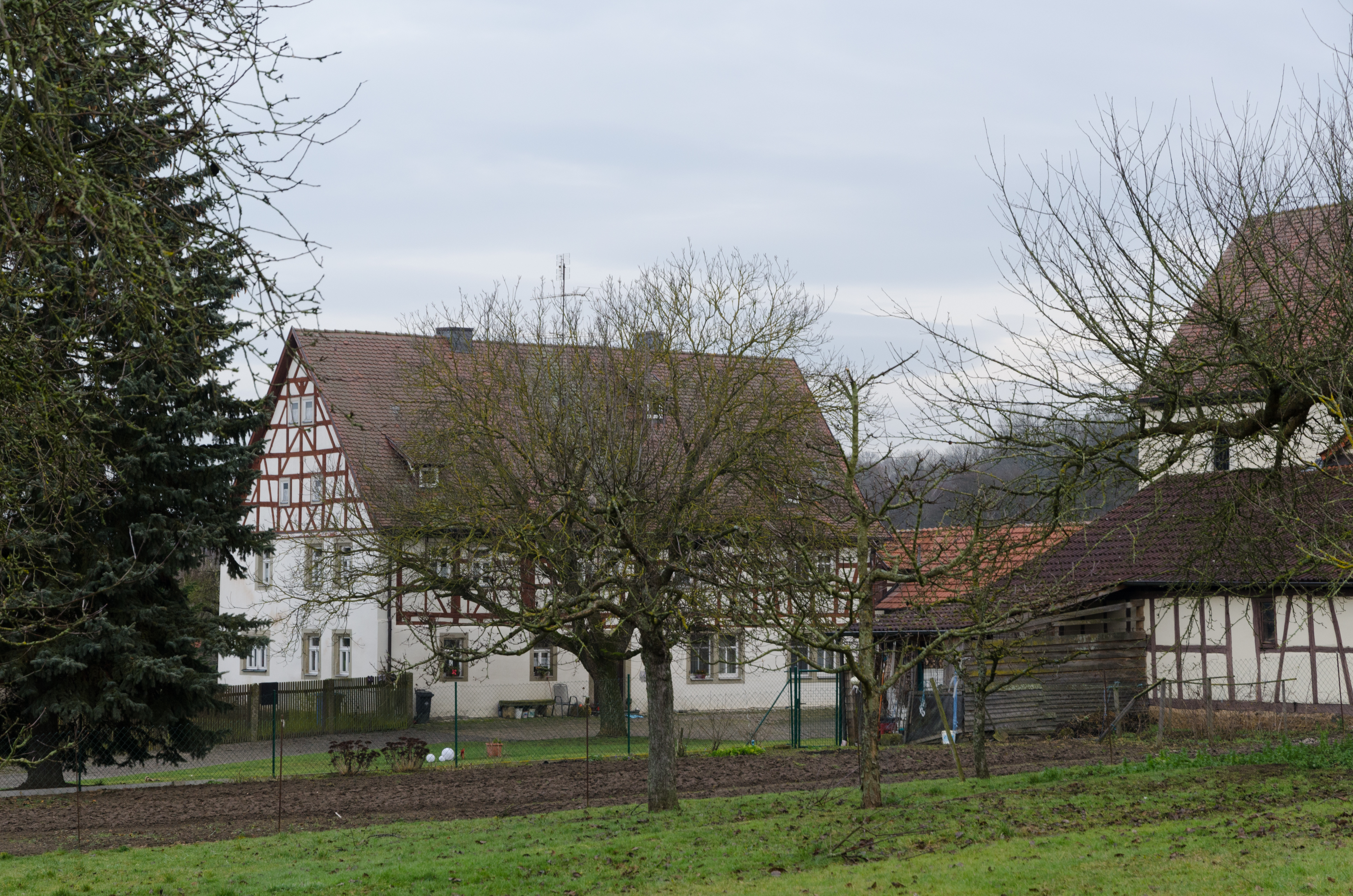
Innenbereich

Mönchshof ist ein Wohnplatz der Gemeinde Oberstreu im Landkreis Rhön-Grabfeld im Norden von Bayern.

## Lage
Die Einöde befindet sich südöstlich von der Mockenmühle. Weiterhin trifft ca. 1000 Meter nördlich der sog. „Blutgraben“ auf das Streutal.

## Geschichte
Am 22. März 826 übergab der Priester Germunt die Hofstatt bei Oberstreu dem Kloster Fulda mit einigem dazugehörigen Ackerland. Damals war der Name „Mönchsstreu“. Durch Tausch oder Kauf kam nun der Mönchshof 1161 zum Frauenkloster Hausen bei Bad Kissingen. 1438 verkaufte das Kloster Hausen den Mönchshof an die Familie von Bibra. Später kam der Mönchshof an die Universität Würzburg. 1553 wurde die Familie von Truchseß neuer Eigentümer. Im 17. Jahrhundert gehörten zum „Lehnsverband“ die beiden Mühlen von Oberstreu sowie die Steinmühle (Mellrichstadt). Dazu Einkünfte aus Bahra, Heustreu, Hollstadt und weitere.
Eine besondere Rolle hatte der Mönchshof als im Jahre 1078 die Schlacht bei Mellrichstadt stattfand. Der oft zitierte Blutgraben endete östlich vom Mönchshof und das Blut aus dieser Schlacht ergoss beim Mönchshof in die Streu.
1769 wird der Pächter Valtin Stumpf erstmals „Universitätsmönchhofbauer“ genannt. Sicherlich hat der Mönchhof in der Geschichte das Schicksal des Dorfes geteilt. Die Gebäude von heute stammen aus dem 17. Jahrhundert. Im Jahre 1804 bekamen aus der Gemeindekasse 30 Burschen 2 Gulden, 2 Pfund, 7 Pfennig, weil sie bei der Errichtung eines großen Kreuzes am Mönchshof halfen.
Die zum Mönchhof mit gehörende Kirche St. Peter hatte aber immer weniger Zuspruch, weswegen sie 1822 exsekriert wurde, dann für die Landwirtschaft benutzt und schließlich abgebrochen.
Die Malzfabrik Mellrichstadt hat die Böden seit 1952 gemietet und für ihre Zwecke eingerichtet. In der Gegenwart dient der Mönchshof landwirtschaftlicher Nutzung.